# カガミガミ
『カガミガミ』は、岩代俊明による日本の漫画。『週刊少年ジャンプ』（集英社）において、2015年11号から同年51号まで連載された。

## 概要
岩代の三作目の連載作品であり、週刊少年ジャンプ2014年28号に掲載された読み切り「式神トワイライトデイズ」が原型である。話数カウントは「FILE ○」。

## あらすじ
そう遠くない未来。崩壊した世界の中で、一つの孤独な魂が、かつて共に過ごした１人の式神つかいとの記憶に、思いを馳せていた。
時は遡り現代。物に触れることで、その所有者とを繋ぐ光の糸を見ることができる不思議な力を持つ美好真子は、探偵を目指すも上手くいかずにいた。そんな中、都内の公園で起きた殺人事件の調査に赴いた真子は式神つかいの少年・嘉神恭介と出会う。

## 登場人物

### 主要人物
嘉神 恭介（かがみ きょうすけ）
誕生日:9月5日
本作の主人公。16歳。
金沢にある山奥の小さな村で式神つかいとして修行していたが、式神協会の依頼を受けて上京する。上京後、真子の提案により三好探偵事務所に住むようになる。
嘉神家の末裔。その噂に反して恭介本人は礼儀正しく真面目な性格ではあるが、強い相手と戦うことを楽しんでいる節がある。
年齢の割に幼い顔立ちをしており、本人もそれを気にしているようで、子供扱いされることを嫌がっている。
恭介自身の身体に白天丸を憑依させることで「式神憑依 白天丸」となり、強力な力を使いこなす。白天丸が憑依している間の恭介は青年の姿となり、性格も白天丸のものが混ざり込む。
美好 真子（みよし まこ）
誕生日:4月22日
本作のヒロイン。20歳。
幼少期には物に触れるとその持ち主へと繋がる光の糸を見ることができる力を持っていた。その力で遭難した小児を発見し、表彰された経験から名探偵を志し事務所を開くも、一向に依頼が来ない状態が続き、事務所の家賃も滞納するほど経済的に困窮していた状態だったが、式神協会から恭介が得た報酬を管理することになったため経済的困窮からは脱した。
だらしない性格で基本的には家事もしないが、見栄っ張りであるため、事務所の応接間だけは綺麗にしてある。しかし、恭介に掃除を任せて自らはサボるなどの悪行も目立つものの、恭介を食べさせるために自身の夕食をプリンだけにするなど、他人を思い遣る一面も見られる。

### 式神協会
烏丸 巧海（からすま たくみ）
誕生日:7月7日 23歳。
式神協会幹部にしてタスク・ブローカーの男性。上司が話している最中にスマホのゲームをするなど不真面目で問題のある性格だが、獅土のようなそれ以上の問題児に振り回されることも多い。
名家の出身であり、各方面に顔がきく。
関西弁で話す。
獅土 景一（しど けいいち）
誕生日:8月18日 26歳。
ホローラビットの捜査で恭介と組むことになった式神つかい。烏丸曰く「協会凶暴ランキングトップ3の1人」。独善主義かつ単独先行、勝手な行動により数々の騒動を引き起こしている。そのような理由から給料を減額され続けている。ホローラビットの捜査に際しても、独断で接触を試みて潜入が発覚する。現場への恭介らの到着を待たずに戦闘を始めたうえに返り討ちにあい、結局恭介に助けられるという醜態を晒した。普段は根暗で大人しい性格だが、戦闘時になると凶暴な性格になる。
皇 開斗（すめらぎ かいと）
恭介の親友。
誕生日:5月14日 16歳。
名門皇家出身の優秀な式神つかいであり、今の自分が在るのは恭介のお陰だとして、彼のことを非常に慕っている。
幼少時は式神つかいとしての才能が開花せず、父親からも見放され、絶望の中で嘉神家に預けられた。当初は嘉神の厳しい修行についていけず、才能豊かな恭介に対する劣等感を募らせ嘉神家を脱走するが、その途上、山中で野犬に襲われ、恭介に助けられる。それを切っ掛けに恭介に対する劣等感を爆発させるも、それでもなお恭介が諭してきたことに激怒。だが、劣等感を吹っ切り、逃げることを止めて恭介を見返すことを誓った。
姫吊 楓（ひめつり かえで）
誕生日:12月23日 22歳。
烏丸の同僚。中性的な顔立ちをしている。局長の話を聞かない烏丸を注意するなど真面目な性格。子供のころは可愛い外見の割に昆虫好きの少年だった。特にクモへの愛情が強い。
九十真 大角（つくま だいかく）
誕生日:3月9日 34歳。
協会の重鎮たちによって、三大派閥に属さない中から局長に選ばれた。結界を扱う憑力に長けている。烏丸を幹部にしたのは九十真。やる気の無い烏丸に責任感を持たせたかった。別れた妻と娘がいるらしい。
近衛 司（このえ つかさ）
誕生日:6月1日 26歳。
局長同様に重鎮達から副局長に選ばれた。
サイノカミはシステムで作られた物で 個人の式神ではない。合コンを楽しいお食事会と思ってるところがある。
皇開 庵（すめらぎ かいあん）
開斗の祖父。式神つかいの各流派をまとめ上げ、式神協会の設立に一役買った重鎮。閉鎖的な嘉神一族とも親交があり、父親から見捨てられた開斗を託した。
小清水 進（こしみず すすむ）
誕生日:2月25日 24歳。
連続殺人を犯した式神つかいの追跡任務で開斗と組んだ式神つかい。
開斗からは軽視されており、内心では彼のことを生意気であると思っているが、皇家を恐れて口には出せずにいる。
狗星 琉伽（いぬぼし るか）
誕生日:9月29日 19歳。
皇家を蹴落とし頂点に立ちたい父親の影響を受け皇には勝たなければならないと思っていた。
負傷した眼の治療を拒み右眼に入った黒狼星の瘴気を取り除かなかったため今でも痛む時がある。
比良坂 切比古（ひらさか きるひこ）
誕生日:6月17日 17歳。
イジメに耐えるだけだった自分を変えてくれた狗星を慕い崇拝している。
琉伽にとってその他大勢の一人と変わらなかったが率先して尽くし従うことで側にいる存在となった。
訓戒と称し自分と失敗した部下を切りつけた。
式神はトガノミコト。

### 協会以外の式神つかい
嘉神 心斎
恭介の祖父。開庵の頼みを受け、開斗を預かった。開斗からは「仏」と形容される程に温厚な性格。
開斗が嘉神家へ来たときには恭介と暮らし、彼に修行をつけていたが、恭介は真子に対して「『先生』の下で式神つかいとして育てられました」と語っている。
嘉神 拳斎
恭介の父。恭介や開斗に過酷な体術の修行をつけ、開斗からは「鬼」と称された。
心斎同様、現在の安否は不明。
リッパー
本名不明。ホローラビットに唆され、即席の式神つかいとなった。不良少年らが毎晩近くの公園で騒ぐことに立腹し、式神を使い彼らを惨殺した。

### 式神
白天丸（はくてんまる）
霊獣天狐の一族であり、恭介の兄貴分。恭介からはハクと呼ばれている。
粗暴な性格だが、学校に連れて行くよう泣いて駄々をこねるなど子供っぽいところがある。パフェが好物。
羅生丸（らしょうまる）
ぬいぐるみに何らかの霊を憑依させた式神。「くーん」という犬のような鳴き声を出し、恭介に懐いている。
過去の嘉神家には「らしょう丸」という名の犬が飼われていたが、関連は不明。
慚鬼丸
霊山幽谷に住む霊妖の一種である「鬼」の眷属。鬼の住処での呼び名は「ザン」であったが、いつの間にかそう呼ばれていただけで、本人は特に思い入れはない（という割には必殺技の名前に「ザン」をつけている）。
親のいない非力な小鬼であり、大物の鬼に喰い殺されぬよう媚びへつらいながら生きてきた。
そのような生活に嫌気が差し、新たな力を得るために人里に降り、夕凪学園に辿り着く。しかし、そこにあった人体模型から人体を学ぶために手を触れ念じた結果、人体模型と同化し、出られなくなってしまう。
以来、昼は人体模型として姿を隠し、夜になると鍛錬を重ねた結果、鬼の力を取り戻した（それでも未だ右腕の筋肉や脳、内臓の模型は露出しているため、真子や沙耶からは怖がられている）。
その過程で修得した「ザン障壁」という技を習得し、恭介に力試しの勝負を申し入れるが、羅生丸やコダマ三眼「士」モードのみならず、白天丸を憑依していない恭介にも惨敗してしまう。
己の弱さを嘆く彼に対して恭介が言った「誰かと一緒なら強くなれる」という言葉に感銘を受け、恭介の式神として契約を結び、名を斬鬼丸と改めた。
コダマ
人型の紙を憑代にした式神。蝋燭の火からも生み出すことができる。自律駆動型だけでなく、術者の意識を反映させることも可能。
コダマを操ることは式神つかいの基礎であり、恭介のみならず局長やリッパーを連行した協会の人間も使用している。
恭介はコダマを三体を合体させることで、「コダマ三眼『士（モノノフ）』モード」という強力なコダマを使役する。
鳴き声は「ミー」。
ナイト・オブ・ヴァーミリオン
開斗の式神。チェスの駒のようなものを憑代とする。
強力な炎を放出できるうえに、羅生丸と競り合う程のパワーを持つ。
ホローラビット
兎のぬいぐるみのような外見をした式神。
ネットで選んだ人間に、「マガツヒ」なる寄生虫を飲ませることで即席の式神使いを作り出している。その目的は不明。
マガツヒは「この世界に存在しないタイプの種」であり、何らかの手段で異世界と接触していると考えられる。
二体分の式神を生み出す力を温存したまま、素早い動きで獅土を翻弄、圧倒した。
内部に仕込んだ綿に酸の効力を持たせ、戦闘に使用するだけでなく、証拠となる憑代も隠滅するなど抜け目の無い性格をしている。
リッパーの式神
霊紋彫刻の三ツ首剃刀（トライヘッドレイザー）を憑代とする。
噛神クシナダ
獅土の式神。櫛を憑代とする。
亜楽涅姫（あらくねひめ）
姫吊の式神。下半身がクモの姿をしている。
ヘリックス
金巻の式神。憑代はネジ。
ニードルス
衛生兵（メディック）型の小清水の式神。針で治療と攻撃ができる。
黒狼星
狗星の式神。
トガノミコト
比良坂の式神。憑代はカッター。
オランジェット・ランス・パンプキン
千早の式神。千早からは「オーちゃん」とよばれている。性別は雌。千早のことが大好きだが上手く気持ちを表現出来ずにいる。

### 私立夕凪学園関係者
月輪 沙耶（つきのわ さや）
恭介が編入したクラスの女子。口が悪く「キモッ」が口癖。現実をつまらないと感じており、小説の世界に飛び込みたいと考えている一方で、好奇心旺盛であり行動力もある。
学校で起きている怪現象の正体を突き止めるために夜更けの学校に残り、恭介と共に慚鬼丸と出会った。
当初は恭介に対し「オドオドして中身がなさそう」という印象を持っていたため冷たく振る舞っていたが、恭介の式神つかいとしての力を目の当たりにしたことで、恭介に対する態度も柔らかくなった。
ミステリーやオカルトは大好きだが、スプラッタは苦手であり、慚鬼丸を見たときには腰を抜かして泣きながら怯えていた。
烏丸 満次郎（からすま まんじろう）
夕凪学園の理事長。巧海の血縁であり、彼の頼みをうけて恭介を夕凪学園に編入させた。巧海のことは「巧っくん」と呼ぶ。

## 世界観
舞台設定は現代日本とほぼ同じだが、式神や霊妖が存在している。
式神に関する情報は政府によって規制されてきたが、式神つかい側は積極的に隠そうとはしておらず、地域によっては存在が知られている。3年前に政府機関として式神協会が設立されたため、警察関係者ならば末端の人間でも協会のことを知らされている。
劇中の世界とは別の世界が存在することが示唆されている。
1話冒頭で崩壊した未来の世界が描かれた。

### 用語
式神
物体に憑依し、術者によって使役される妖霊・神。
式神つかい
式神を使役する術者。千年の歴史を持つが、長年迫害されており、公の場に姿を見せることは禁じられていた。
式神協会
ある事情から3年前に政府特命機関として設立された組織。未だにその存在は公にされていない。事件の犯人が式神を使役していた場合、身柄は警察ではなく式神協会に送られる。
霊力
式神つかいや霊妖の持つ力。霊力による防護膜を作り出し、銃弾すら防ぐ霊妖も存在する。
憑力
霊力を礎に、式神の召還・強化に作用するものへと転換させた式神つかい独自の力。
嘉神家
式神つかいの歴史の中で最も恐れられていた一族。「鬼の嘉神」とも言われている。

## 書誌情報
- 岩代俊明 『カガミガミ』 集英社〈ジャンプ・コミックス〉、全5巻
  1. 「式神つかいと迷探偵」2015年6月9日第1刷発行（6月4日発売[集 1]）、ISBN 978-4-08-880396-8
  2. 「お前と一緒に」2015年8月9日第1刷発行（8月4日発売[集 2]）、ISBN 978-4-08-880451-4
  3. 「適当と本気」2015年11月9日第1刷発行（11月4日発売[集 3]）、ISBN 978-4-08-880505-4
  4. 「白禍深獄」2016年1月9日第1刷発行（1月4日発売[集 4]）、ISBN 978-4-08-880585-6
  5. 「キミの1/100でも」2016年2月9日第1刷発行（2月4日発売[集 5]）、ISBN 978-4-08-880631-0

## 読み切り版
式神トワイライトデイズというタイトルで週刊少年ジャンプ2014年28号に掲載された。本作の原型。